# Balonmano Bera Bera
Maillots
Dernière mise à jour : 12 septembre 2013.

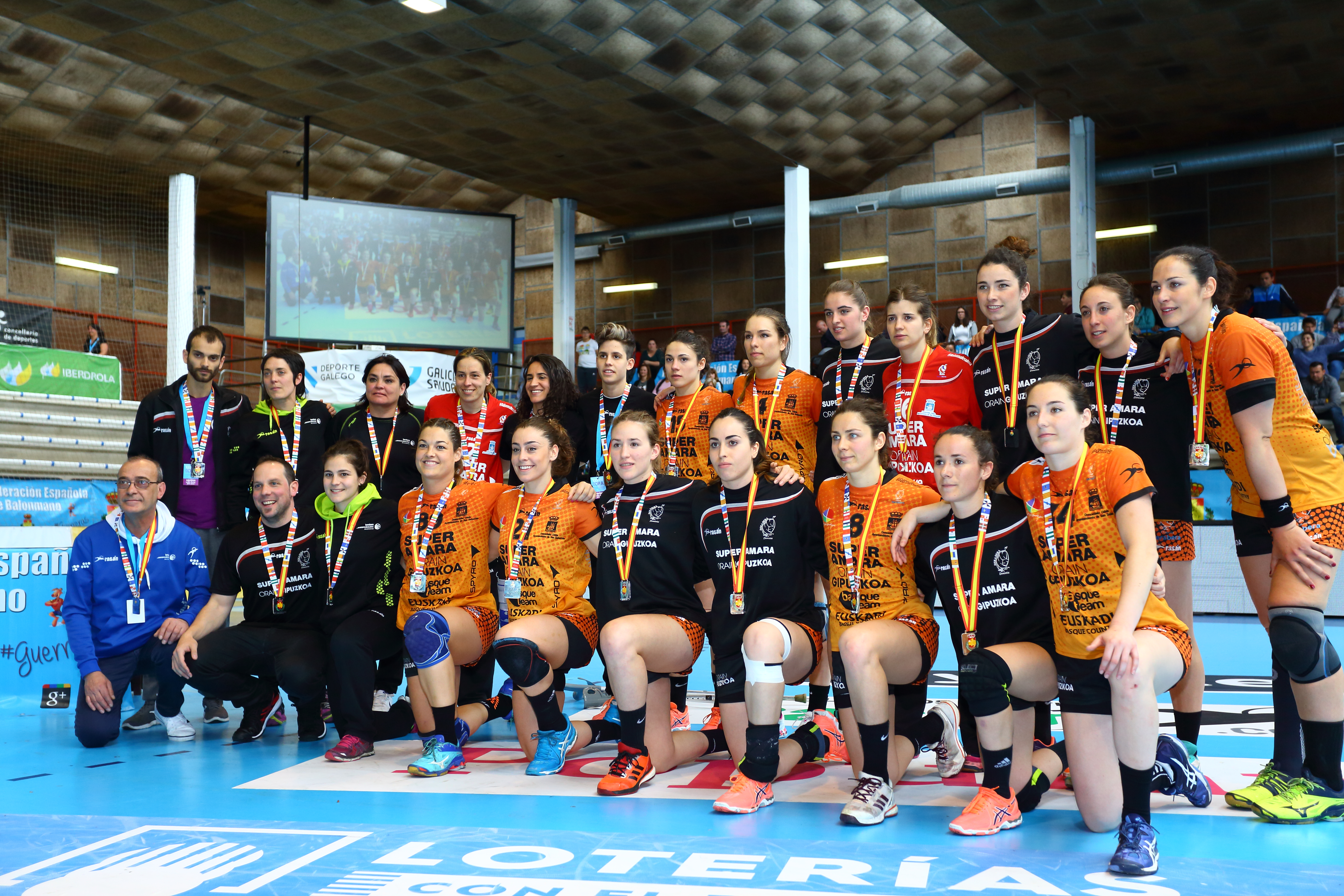
Les joueuses victorieuses de la Coupe de la Reine en 2017.

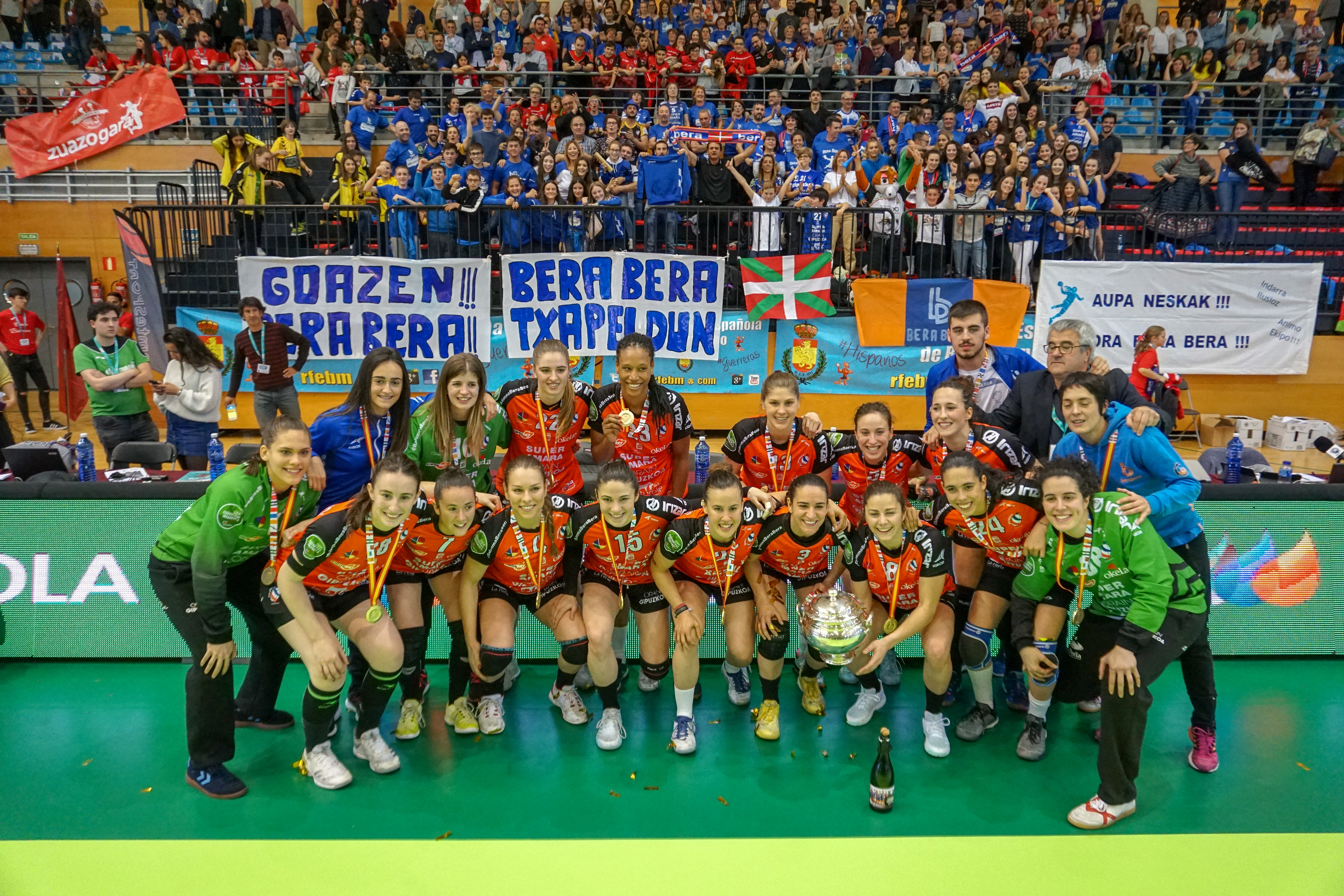
Les joueuses victorieuses de la Coupe de la Reine en 2019.

Le Balonmano Bera Bera est un club féminin de handball basé à Saint-Sébastien en Espagne.
Fondé en 1983 sous le nom SCRD Bidebieta, le club accède au Championnat d'Espagne en 1990. En 1998, il devient une section du club de rugby à XV nommé Bera Bera Rugby et prend son nom actuel. Pour des raisons de sponsoring, le club a également été appelé Corteblanco Bidebieta, 
Akaba Bera Bera et Super Amara  Bera Bera.
En 2013, le club conquiert son premier titre de champion d'Espagne.

## Palmarès
- Championnat d'Espagne :
  - champion (8) en 2013, 2014, 2015, 2016, 2018, 2020, 2021, 2022
  - Vice-champion (3) en 2012, 2017, 2019
- Coupe de la Reine
  - Vainqueur (6) : 2007, 2009, 2013, 2014, 2016, 2019
  - Finaliste (4) : 2006, 2008, 2012, 2015, 2017, 2018
- Supercoupe d'Espagne :
  - Vainqueur (8) : 2007, 2012, 2013, 2014, 2015, 2016, 2018, 2023
  - Finaliste (3) : 2009, 2019, 2020, 2021
- Supercoupe ibérique (es) :
  - Vainqueur (1) : 2024

## Joueuses célèbres
Parmi les joueuses ayant évolué au club, on trouve :
- Nely Carla Alberto : 2001-2004
- Mihaela Ciobanu : 2006-2007
- Verónica Cuadrado : 1999-2002
- Fabiana Diniz : 2010-2012
- Patricia Elorza : 2002-03, 2012-2015 et 2016-2017
- Beatriz Fernández Ibáñez : 2010-2012 et en 2016
- Tatiana Garmendia : 1990-2010
- Amélie Goudjo : 2008-2010
- Anette Hoffmann : 1997-1998
- Janne Kolling : 1997-1999
- Alexandra Lacrabère : 2008-2009
- Marta López Herrero : 2016-2017
- Ana Martínez : 2013-2017
- Wendy Obein : 2009-2010
- Svetlana Obucina : 2006-2007
- Elisabeth Pinedo : 2000-2004 et 2011-2016
- Raphaëlle Tervel : 2006-2009
- Katarina Tomašević : 2009-2010
- Darly Zoqbi de Paula : 2003-2006 et 2011-2013